# William James Conolly
William James Conolly (décédé le 2 janvier 1754) est un propriétaire terrien anglo-irlandais et un homme politique whig qui siège à la Chambre des communes irlandaise de 1727 à 1754 et à la Chambre des communes britannique de 1734 à 1754.

## Biographie
Il est un neveu de William Conolly, président de la Chambre des communes irlandaise de 1715 à 1729, et est le fils du révérend John Conolly. Il siège à la Cour de chancellerie (Irlande) en 1721. Il est élu à la Chambre des communes irlandaise pour Ballyshannon lors d'une élection partielle en 1727, après que son oncle, qui a été élu aux élections générales de 1727, ait décidé de continuer à siéger pour le comté de Londonderry. En 1729, il hérite de Castletown House, la propriété de son oncle, considéré comme l'homme le plus riche d'Irlande. Il est nommé au Conseil privé d'Irlande le 3 février 1730. En 1733, il épouse Lady Anne Wentworth, fille de Thomas Wentworth (1er comte de Strafford) et de sa femme Anne Johnson.

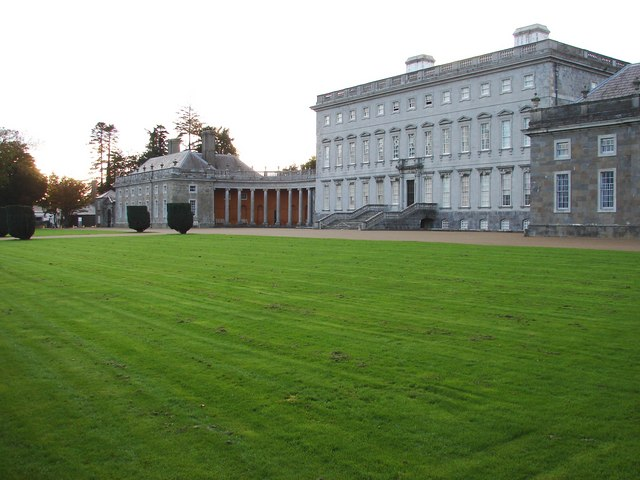
Castletown House.

Aux élections générales britanniques de 1734, il est élu député d'Aldeburgh sous le patronage de son beau-père, Lord Strafford. Bien que Strafford soit un conservateur, Conolly se considère comme un « whig incorrigible». Il vote toujours avec le gouvernement et est réélu à Aldeburgh en 1741. Il est classé Old Whig en 1746. Lors des élections générales britanniques de 1747, il change de siège et devient député de Petersfield.

## Famille
Il est décédé le 2 janvier 1754, laissant une succession de 15 000 £ par an. Il a un fils et six filles.
- Thomas Conolly (1738-1803), qui épouse Louisa Lennox
- Harriet, qui épouse John Staples et est la grand-mère d'Edward Michael Conolly
- Frances, qui épouse William Howe, 5e vicomte Howe
- Katherine, qui épouse Ralph Gore (1er comte de Ross) ;
- Anne, qui épouse George Byng et est la mère de John Byng (1er comte de Strafford)
- Caroline, qui épouse John Hobart (2e comte de Buckinghamshire)[4]
- Jane, qui épouse en 1770 le propriétaire foncier et duelliste notoirement excentrique George Robert FitzGerald (en) (« Fighting FitzGerald »). Il est pendu pour meurtre en 1786.